# Living Colour
Living Colour je americká rocková/metalová skupina, která byla na vrcholu popularity na přelomu osmdesátých a devadesátých let. Založil ji v roce 1984 kytarista Vernon Reid s členy sdružení Black Rock Coalition. Zvuk skupiny spojuje heavy metal s prvky černošské hudby, jako je jazz nebo funky. První dlouhohrající album Vivid obsadilo v roce 1988 šesté místo v žebříčku Billboard 200. Skladba Cult of Personality získala cenu MTV Video Music Award for Best Group Video a Grammy Award pro nejlepší hardrockovou skladbu. Skupina byla známa svými společenskokritickými texty, vyjadřující pocity mladé černošské generace z jejího postavení v rámci americké společnosti. V roce 1995 se skupina rozpadla a její členové se dali na sólovou dráhu, ale v roce 2000 se znovu dali dohromady a začali koncertovat a vydávat desky.

## Diskografie
- Vivid (1988)
- Time's Up (1990)
- Stain (1993)
- Collideøscope (2003)
- The Chair in the Doorway (2009)
- Shade (2017)